# Maure Borghèse
Le Maure Borghèse ou simplement « Le Maure » (en italien : Moro) est une statue polychrome en marbre et albâtre, conservée au musée du Louvre.

## Histoire et description
La statue de 188 cm de hauteur, représentant un Maure, a été réalisée à Rome au début du XVIIe siècle (vers 1611-1612) sur commande du cardinal-neveu Scipione Borghese (d'où son nom) par le sculpteur lorrain Nicolas Cordier.
Elle faisait partie d'une série de statues polychromes commandées par le cardinal Borghèse, qui étaient une sorte d'assemblage dans lequel les fragments antiques survivants étaient complétés par des inserts en albâtre, en marbre et parfois en bronze. La même série comprenait deux statues de Diane, toutes deux surnommées La Bohémienne (« zingarella »), dont l'une se trouve aujourd'hui à la galerie Borghèse à Rome, tandis que l'autre se trouve au Louvre.
Dans la sculpture « Le Maure », on suppose que la tête et le haut du torse appartiennent à l'original antique, tandis que tout le reste est un ajout de Cordier.
En 1807, le prince Camille Borghèse, marié à Pauline Bonaparte sœur de Napoléon, vend à cette dernière une partie importante de sa collection, qui fera plus tard partie de la collection du Louvre (Collection Borghèse).

## Littérature
- Bindman, D. L'image du noir dans l'art occidental : de l'âge des découvertes à celui de l'abolition : Artistes de la Renaissance et du baroque, Belknap Press de Harvard University Press, 2010,  (ISBN 9780674052611)
- Marie-Lou Fabréga-Dubert, La collection Borghèse au musée Napoléon, Paris, Musée du Louvre, éditions Beaux-arts de Paris, Paris, 2009, 2 volumes

- Ressource relative aux beaux-arts :   - Musée du Louvre (collections)